# 兄弟情 最终幻想XV
《最终幻想15 兄弟情》是由增井壮一执导、大藤昭夫担任制作人、绫奈由仁子负责剧本、井上泰久与秋月须清共同配乐的原创网络动画系列。该作由史克威尔艾尼克斯与A-1 Pictures联合制作，基于2016年发售的电子游戏《最终幻想15》的世界观与剧情设定，并与“新的水晶故事 最终幻想”系列存在主题关联。动画时间线设定在《最终幻想15》故事期间，着重刻画主角诺克提斯·路西斯·切拉姆及其伙伴们的背景故事。
《兄弟情》是作为《最终幻想15》多媒体扩展计划的一部分而制作，无需开发系列游戏。该动画系列由大藤昭夫于2014年构思，源于他希望扩展游戏中某角色艰难童年经历的背景设定。故事聚焦兄弟情谊与友谊主题，旨在向玩家展现游戏中无法容纳的角色私生活与个性侧面。
该动画系列于2016年3月30日至9月17日期间播出，通过YouTube和Crunchyroll平台免费在线播放，并与《最终幻想15》不同版本游戏及衍生作品《最终幻想15：王者之剑》捆绑发行。游戏终极典藏版额外收录了以角色露娜弗蕾亚·诺克斯·芙尔雷为中心的额外场景。该系列剧集长期占据游戏官方YouTube频道热门视频榜单，整体观众评价趋于正面。

## 剧情大纲
《兄弟情》的故事发生在与地球相似的艾奥斯世界，时间线贯穿《最终幻想15》的几个主要事件。守护魔法水晶的路西斯王国长期与科技发达的尼夫海姆帝国交战，后者已掌控世界大部分领土。历经多年战争后，两国达成和平协议。根据协议条款，路西斯现任国王雷吉斯之子、王位继承人诺克提斯·路西斯·切拉姆将迎娶前特涅布莱王国公主、现尼夫海姆人质露娜弗蕾亚·诺克斯·芙尔雷。诺克提斯在忠诚伙伴格拉迪欧拉斯·亚米西提亚、普隆普特·阿金塔姆和伊格尼斯·塞恩提亚的陪同下启程前往完婚。旅途中尼夫海姆背信入侵路西斯，夺走水晶并杀害雷吉斯，迫使诺克提斯踏上夺回王位与击败尼夫海姆的征程。

## 制作
《兄弟情：最终幻想15》属于“最终幻想15宇宙”多媒体企划的一部分，该企划以2016年游戏《最终幻想15》为核心，同时包含CGI剧场版《最终幻想15：王者之剑》。由于15的故事规模足以涵盖多部游戏，但开发团队不愿制作续作，故决定通过其他媒体形式进行拓展。虽然风格近似“最终幻想VII补完计划”，但《最终幻想15》相关媒体作品选择在游戏发售前推出，旨在帮助玩家提前了解游戏的世界观与角色设定。《最终幻想15》游戏本传及其衍生作品在主题上与“新水晶神话 最终幻想”系列保持关联——这个由多部游戏及媒体组成的企划共享基础神话体系，但故事与世界观各自独立。尽管出于营销考虑未明确标注，《最终幻想15》的世界观仍沿用了该系列的神话架构与设计元素。《兄弟情》的制作确保观众无需观看也能理解主线游戏内容。游戏发售后，导演田畑端表示《兄弟情》与《王者之剑》能提供更完整的世界观，并指出仅游玩本传的玩家可能会察觉某些背景信息的缺失。
《兄弟情》由游戏开发商史克威尔艾尼克斯与动画公司A-1 Pictures联合制作。史克威尔艾尼克斯团队确保A-1 Pictures始终忠实于游戏设定。A-1 Pictures此前曾与史克威尔合作制作《最终幻想VII：圣子降临完全版》附赠短片《微笑之路》，双方多次表示希望再度合作。本作由增井壮一执导，绫奈由仁子编剧，井上泰久与秋月须清负责配乐。企划源于最终幻想系列市场制作人大藤昭夫的提案——作为游戏角色普隆普特的爱好者，他希望通过动画扩展游戏中关于该角色艰难童年的背景设定。该企划最早于2014年（公布前一年半）提出，选择动画剧集形式既采纳了团队建议，也因当时《王者之剑》已作为CG电影投入制作。剧集以每月一集的节奏快速制作并发布，制作组会根据已发布剧集的观众反馈调整后续内容。作为免费动画的定位导致项目面临资金问题，该决策旨在实现最大范围传播。最终，制作预算由《最终幻想15》总开发成本与动画发行后实体版预期收益共同分担。
大藤昭夫负责制定《兄弟情》的基础剧情框架：基于《最终幻想15》编剧团队创作的角色设定，他根据各角色背景特征（如伊格尼斯喜好烘焙、普隆普托童年肥胖等）构建完整故事线。动画聚焦兄弟情谊主题，呈现了游戏中无法容纳的人际互动场景，详细描绘了诺克提斯从童年到游戏开篇的成长历程及其同伴们的背景故事。首尾两集直接衔接技术试玩版《卡班库尔物语 - 最终幻想15》的剧情——这一免费试玩版游戏展现了诺克提斯濒死时在梦境世界的旅程。动画还承担着向潜在玩家介绍角色的功能：相较于系列前作逐步解锁队友的设定，《最终幻想15》开场即提供完整队伍，因此通过动画补全游戏中缺失的背景故事，帮助玩家建立情感共鸣。各集剧情同时突显角色间的社会阶层差异，例如普隆普托狭小住宅与双亲辛勤工作的生活，与格拉迪欧拉斯的优渥环境形成鲜明对比。 

## 发布
《兄弟情》首次于2016年3月30日在游戏专场发布会“Uncovered: Final Fantasy XV”上公布，首集在活动结束后立即播出。全五集通过游戏官方YouTube频道免费在线发布，并于同年9月17日完结。动画同时在Crunchyroll平台流媒体频道上线播放。每集时长约10至15分钟，该短篇格式旨在保证叙事完整性的同时避免观众疲劳。全部剧集以蓝光光碟形式收录于《最终幻想15》终极典藏版，并纳入包含游戏本体与《王者之剑》的“最终幻想15电影合集”套装。聚焦露娜弗蕾亚的特别场景仅限终极典藏版收录。9月30日东京MX电视台播出了整合为30分钟的剪辑版，11月28日（游戏全球发售前日）Niconico平台在发售纪念直播中完整放送五集。尽管原计划仅制作五集，但大藤昭夫表示将根据观众反响考虑续制可能。

### 剧集
| 序号 | 标题                                   | 放映日期      |
| --- | -------------------------------------- | ------------- |
| 1 | 暴风雨前（Before the Storm）           | 2016年3月30日 |
| 诺克提斯启程前往与露娜弗蕾亚会面，途中得知路西斯王都因索姆尼亚遭袭的消息，并不断击退尼夫海姆魔导兵团的进攻。他回忆起童年遭遇恶魔袭击重伤的往事——在本集结尾，当年那只恶魔成为尼夫海姆进攻部队的一员，再次与他相遇。                                                                                             |                                        |               |
| 2 | 执着的跑者（Dogged Runner）            | 2016年6月14日 |
| 普隆普特在照料路边发现的受伤野犬时揭开了他的个人背景故事。这个曾是诺克提斯同学的内向肥胖少年，因偶然救助露娜弗蕾亚的幼犬而受她委托成为诺克提斯的朋友。到高中时期，成功瘦身的普隆普特重获自信，而诺克提斯仍认出他是当初相遇的少年并接纳了这份友谊。                                                             |                                        |               |
| 3 | 剑与盾（Sword and Shield）             | 2016年7月7日  |
| 格拉迪欧拉斯与诺克提斯的渊源通过一场怪物遭遇战展现，这场战斗最终演变为两人间的友好较量。最初将诺克提斯视为被宠坏的自私孩童的格拉迪欧拉斯，在目睹诺克提斯为保护其妹妹伊莉丝主动承担“擅自带她离开王城”的过错后彻底改观。二人由此建立的紧密羁绊，在《最终幻想15》故事发生时已发展为牢固的友谊。                   |                                        |               |
| 4 | 苦乐参半的回忆（Bittersweet Memories） | 2016年8月17日 |
| 在团队暂居雷斯塔伦期间，伊格尼斯尝试复刻诺克提斯最爱的甜点时，揭示了两人关系的起源。随着维持路西斯魔法墙的负担日益加重，雷吉斯将照顾诺克提斯的重任托付给伊格尼斯。原本无忧无虑的诺克提斯目睹父王健康状况恶化后陷入不安，当被直面未来君王的责任时与伊格尼斯爆发争执。最终接受使命的诺克提斯与伊格尼斯达成和解。 |                                        |               |
| 5 | 光之温存（The Warmth of Light）        | 2016年9月17日 |
| 本集紧接《暴风雨前》结尾，呈现诺克提斯单枪匹马冲向当年险些夺其性命的恶魔。激烈交锋中他节节败退——战斗期间回忆起首次遭遇的所有细节，包括其父王仅能击退而非消灭该恶魔的往事。这些记忆使诺克提斯重获决心，最终在同伴协助下手刃仇敌并情绪激动。四人随后继续前往阿尔提西娅的旅程。                                   |                                        |               |

## 评价
该动画系列的反响超出开发团队预期，首集播出时的观看量便远超预估。截至2016年11月，剧集占据游戏官方YouTube频道热门视频榜单：《暴风雨前》以超233万次播放量位居榜首，《执着的跑者》以超61.4万次位列第五，《剑与盾》、《苦乐参半的回忆》分别以超43.1万和34.4万次占据第十三、十四名。最后一集以11万余次播放量垫底，而多语言字幕版各集观看量均突破10万次。
IGN的梅根·沙利文（Meghan Sullivan）在评价首集时称赞了视觉效果和战斗编排，但认为剧情对非游戏玩家可能难以理解，最终称该集“为这部有望成为经典的作品奠定了坚实基础”。Geek.com的米歇尔·阮（Michelle Nguyen）在《剑与盾》播出后的评论中总体持肯定态度，尽管对游戏缺乏可操作女性角色表示不满，仍赞扬了动画角色塑造。她认为首集表现较弱，并将《执着的跑者》列为最佳，因其使普朗托转变为更复杂的角色。The Verge的安德鲁·韦伯斯特（Andrew Webster）指出动画成功融合了游戏的幽默与传统角色扮演叙事，认同阮对《执着的跑者》的赞誉，并表示动画提升了他对游戏本体的期待值。
Destructoid的克里斯·卡特（Chris Carter）在评价最终回时表示总体欣赏该动画，但认为最终回因侧重动作场面导致剧情较其他集数松散。他坦言自己“完全信服”诺克提斯与其他角色间的情感羁绊。GamesRadar在综述《最终幻想15》及其衍生媒体的文章中称剧集“出乎意料地剧本精良”且“极具观看价值”，指出其聚焦个人故事的叙事与《王者之剑》的宏大格局形成对比。Kotaku UK的金·斯内思（Kim Snaith）在类似文章中评价该动画“完美铺垫了《最终幻想15》的剧情起点”。